# Stephen Blackmore
Stephen Blackmore (né le 30 juillet 1952) est un botaniste britannique.

## Biographie
Il fait ses études à la St. George's School, Hong Kong et à l'Université de Reading où il termine son doctorat en 1976 sur la "Palynologie et Systématique des Cichorieae" . Il est élu membre de la Linnean Society of London en 1976 . Il travaille ensuite à la station de recherche de la Royal Society sur l'atoll d'Aldabra dans l'océan Indien avant d'être nommé maître de conférences en biologie et responsable de l'herbier national et du jardin botanique de l'université du Malawi. En 1980, il est nommé directeur de la palynologie au Natural History Museum de Londres et, de 1990 à 1999, il y est conservateur de la botanique. En 1985, il organise, avec Keith Ferguson, le symposium de la Linnean Society "Pollen and Spores: Form and Function" et en 1990, avec Susan Barnes, "Pollen and Spores: Patterns of Diversification" . Il est le 15e Regius Keeper du Jardin botanique royal d'Édimbourg de 1999 au 20 décembre 2013, et est nommé botaniste de Sa Majesté en Écosse en 2010 .
Blackmore reçoit trois prix de la Linnean Society of London : le Trail-Crisp Medal Award en 1987 , la Médaille du Bicentenaire de la Linnean Society en 1992  et la Médaille linnéenne en 2012. La Royal Caledonian Horticultural Society lui décerne la Scottish Horticultural Medal en 2008, et la Royal Horticultural Society lui remet la Médaille Victoria de l'honneur en 2012. Dans la liste des honneurs du Nouvel An 2011, il est nommé CBE pour "services à la conservation des plantes" .
En 2013, Blackmore est nommé président du comité d'experts Darwin de l'initiative Darwin et, depuis 2014, il est également président de Botanic Gardens Conservation International. Il siège au conseil d'administration de la Seychelles Islands Foundation.